# Episodi di Slow Horses (seconda stagione)
La seconda stagione della serie televisiva Slow Horses, composta da 6 episodi, è stata trasmessa da Apple TV+ dal 2 al 30 dicembre 2022.
La stagione è basata sul romanzo Dead Lions della serie Slough House di Mick Herron.
| nº | Titolo originale       | Titolo italiano      | Pubblicazione    |
| -- | ---------------------- | -------------------- | ---------------- |
| 1  | Last Stop              | Ultima fermata       | 2 dicembre 2022  |
| 2  | From Upshott With Love | Da Upshott con amore | 2 dicembre 2022  |
| 3  | Drinking Games         | Brindisi mortale     | 9 dicembre 2022  |
| 4  | Cicada                 | Cicala               | 16 dicembre 2022 |
| 5  | Boardroom Politics     | Gioco di potere      | 23 dicembre 2022 |
| 6  | Old Scores             | Conti in sospeso     | 30 dicembre 2022 |

## Ultima fermata
- Titolo originale: Last Stop
- Diretto da: Jeremy Lovering
- Scritto da: Will Smith

### Trama
L'ex agente segreto Richard Bough, alias Dickie Bow, riconosce un uomo che lo ha torturato durante la guerra fredda e lo segue, solo per morire su un autobus sostitutivo della ferrovia a causa di un apparente attacco di cuore. Spacciandosi per il fratello del morto, Jackson Lamb indaga e trova il telefono che Bough aveva nascosto sotto il sedile dopo aver scritto la parola "cicala" in un messaggio. Ciò lo convince a chiedere agli agenti del Pantano di approfondire la questione.
Cartwright parla della morte di Bough con suo nonno, già funzionario del MI5, il quale spiega la teoria della "cicala", ovvero agenti dormienti russi integrati nella società britannica. Il MI5 aveva liquidato come bufala la teoria perché non aveva mai trovato agenti dormienti e aveva scoperto che la presunta mente del programma, Alexander Popov, in realtà non esisteva. Cartwright senior racconta anche al nipote che un giorno a Berlino Est Bough scomparve senza avvisare, tanto da far ritenere che avesse disertato, ma che poi ritornò ubriaco. Bough giustificò la sua assenza affermando di essere stato rapito e torturato da Popov, che lo aveva torturato costringendolo con la forza a bere brandy, ma non fu creduto e venne licenziato. Il nonno respinge la teoria del nipote  secondo cui la morte di Bough è opera del FSB o sia collegata a una cospirazione, ma lo avverte comunque di stare attento.
Min Harper e Louisa Guy, che si sono legati in una relazione sentimentale, vengono convocati da James Webb per un incarico: devono occuparsi della sicurezza per un incontro segreto alla Torre Glasshouse tra lui e Arkady Pashkin, un rappresentante di Ilya Nevsky, oligarca russo del settore dell'energia e disertore, trasferitosi nel Regno Unito. Roddy Ho e la nuova arrivata Shirley Dander recuperano le riprese della televisione a circuito chiuso dell'autobus e del treno su cui aveva viaggiato Bough, scoprendo che l'uomo che stava seguendo lo ha avvelenato senza farsi notare e poi è salito su un altro treno diretto a Stroud, nelle Cotswolds. Cartwright comunica a Lamb di essere a conoscenza della cospirazione delle cicale e che andrà a Stroud per approfondire la questione.

## Da Upshott con amore
- Titolo originale: From Upshott with Love
- Diretto da: Jeremy Lovering
- Scritto da: Morwenna Banks

### Trama
Lamb incontra Nikolai Katinsky, un ex agente del KGB e disertore. Katinsky afferma che, quando era di stanza a Berlino Est, aveva sentito Popov chiedere all'agente Andrei Chernitsky che il programma "Cicala" rimanesse finanziato anche dopo la caduta dell'Unione Sovietica. La descrizione che Katinsky fa di Chernitsky corrisponde a quella dell'assassino di Bough. A Stroud, Cartwright corrompe un taxista e scopre che aveva portato Chernitsky ad un aeroclub a Upshott: il russo gli aveva anche detto che, se qualcuno fosse venuto a fare domande, avrebbe dovuto mentire e chiamare un certo numero di telefono. Ho rintraccia il numero dal quale risulta che il telefono è in Estonia. Lamb incontra Taverner e la convince a procurare documenti falsi e a finanziare un pacchetto di copertura per Cartwright, che quindi incarica di indagare sull'aeroclub e sul suo proprietario, Duncan Tropper. Taverner, nel frattempo, deve garantire la sicurezza del ministro dell'Interno Peter Judd che vuole fare un intervento pubblico proprio in occasione di un'imminente grande manifestazione di protesta anticapitalista a Londra.
Webb rivela il suo incontro programmato con Pashkin a Taverner, che con riluttanza approva nonostante l'esistenza di un accordo del Regno Unito con Mosca per tenere gli agenti dell'intelligence lontani da Nevsky, un critico del governo russo. Harper e Guy incontrano gli agenti della sicurezza di Pashkin, Piotr e Kyril, con cui dovranno collaborare per il buon esito del colloquio con Pashkin; i russi però mentono loro sul luogo in cui alloggiano. Harper li segue di nascosto in bicicletta fino a un indirizzo in una zona commerciale di Edgware Road, ma viene affrontato da Piotr, che gli punta una pistola alla testa.

## Brindisi mortale
- Titolo originale: Drinking Games
- Diretto da: Jeremy Lovering
- Scritto da: Morwenna Banks

### Trama
La minaccia della pistola si rivela essere uno scherzo e Piotr invita Harper a bere vodka con lui e Kyril. I russi interrompono la sessione quando arriva un loro un amico e Harper, visibilmente ubriaco, decide di tornare a casa in bicicletta nonostante i russi gli consiglino di prendere un taxi. Poco dopo Harper muore, investito accidentalmente da un'auto. Ritenendo che anche lui sia stato preso di mira, Lamb indaga sulla donna alla guida dell'auto, Rebecca, e scopre che in precedenza viveva a Vladivostok: quando la fronteggia, la donna confessa di essere stata pagata: lei non stava guidando e Harper non è stato ucciso dalla sua automobile.
Judd ha deciso che terrà un discorso nella City di Londra nel giorno della protesta anticapitalista. Per maggiore sicurezza, dovrà essere accompagnato da Nick Duffy, leader dei "Cani", un'unità tattica e di sicurezza, ma il ministro chiede invece che ci sia Taverner al suo fianco a gestire la sicurezza. Al Pantano, il nuovo arrivato Marcus Longridge viene incaricato di sostituire Harper per l'incontro Webb/Pashkin; confessa a Guy di avere una dipendenza dal gioco d'azzardo.
Ho, Dander e Standish deducono che Chernitsky non abbia mai lasciato il Regno Unito e che all'aeroporto abbia messo il suo telefono nel bagaglio di una band folk diretta in Estonia in tournée. Usando la copertura di giornalista del Times, Cartwright fa amicizia con Kelly Tropper, figlia del sospetto agente dormiente Duncan Tropper. Provetta pilota, oltre a fargli fare un giro in aereo, Kelly gli racconta che in passato i suoi genitori, Duncan e la moglie Alex, erano studenti radicali e che erano arrivati nel villaggio da Londra molti anni prima. La famiglia lo invita a cena e lo presenta al loro amico in visita Leo, che in realtà è Chernitsky.

## Cicale
- Titolo originale: Cicada
- Diretto da: Jeremy Lovering
- Scritto da: Mark Denton & Jonny Stockwood

### Trama
Rebecca rivela a Lamb che Harper è stato aggredito e investito da Piotr e Kyril e ucciso da Chernitsky: la sua morte quindi è stata inscenata come un incidente stradale. Lamb scopre che   Katinsky è coinvolto come triplo agente: in cambio dell'assenza di ripercussioni per la sua defezione, avvenuta decenni prima, ha accettato di aiutare i russi e sviare Lamb. Standish parla con Victor Krymov, l'intermediario che ha organizzato l'incontro tra Paskhin e Webb. Lamb ipotizza che Krymov abbia mentito sul fatto che Pashkin fosse il rappresentante di Nevsky, mentre probabilmente era il suo concorrente.
Dander e Lamb si recano nell'abitazione di Nevsky e scoprono che si è sparato dopo essere stato avvelenato mediante un'iniezione di radiazioni. Guy incontra Pashkin nel suo hotel armata di un taglierino e intenzionata a torturarlo perché lo crede responsabile della morte di Harper, ma Longridge riesce a fermarla. Lamb le ordina di rimandare  temporaneamente la ricerca del responsabile e di procedere con l'incontro, considerando che Pashkin potrebbe resistere all'interrogatorio e non rivelare nulla. Poi si reca alla sede del MI5. 
Chernitsky lascia la residenza dei Tropper e viene inseguito da Cartwright: giunti all'aeroclub,  fronteggia lui e Katinsky prima che carichino su un aereo un ordigno esplosivo improvvisato. Arriva Alex Tropper e spiega a Cartwright che Katinsky, come Leo, è un altro amico dei tempi dell'università. Poi lo stordisce con una taser, svelando così di essere l'agente dormiente. Sarà lei a portare l'ordigno in aereo a Londra.

## Gioco di potere
- Titolo originale: Boardroom Politics
- Diretto da: Jeremy Lovering
- Scritto da: Mark Denton & Jonny Stockwood

### Trama
Alex lascia una busta per il marito e la figlia e decolla con l'ordigno. Prima di fuggire, Katinsky rivela a Cartwright che hanno intenzione di far schiantare l'aereo contro la Torre Glasshouse. Duncan e Kelly Tropper arrivano all'aeroclub e trovano Cartwright legato: con difficoltà e grazie al contenuto della busta, Cartwright riesce a convincerli della vera identità di Alex. Liberato dalle corde, Cartwright rivela di essere del MI5 e chiama Taverner perché attivi il "codice settembre", una procedura estrema di risposta a un attentato simile a quello dell'11 settembre a New York. Sebbene perplessa, Taverner attiva l'allarme e quindi allontana Judd dal Royal Exchange, dove aveva iniziato il suo discorso, e fa evacuare le immediate vicinanze della Glasshouse. 
Lamb ricatta Duffy perché lo faccia entrare nell'archivio del MI5 a Regent's Park. Dai documenti deduce che Katinsky (che, per evitare sospetti, al momento della diserzione in Occidente aveva detto di essere un funzionario minore dei servizi russi) era il cervello del programma Cicala e gestiva un traditore nel MI5. Standish batte Krymov in una partita a scacchi e, in cambio, egli le rivela che è stato Katinsky, non Pashkin, a incontrarlo per organizzare l'incontro con Webb. Katinsky ha specificamente richiesto il coinvolgimento della squadra di Lamb.
L'incontro tra Paskhin e Webb alla Glasshouse procede come previsto. Tuttavia, si attiva un allarme di evacuazione e Pashkin estrae una pistola. Guy spiega a Webb che Pashkin è probabilmente del FSB e che ha ucciso Nevsky. Pashkin spara a Webb e scappa con Piotr, chiudendo gli agenti all'interno della sala. Longridge spara a Kyril con una pistola che aveva nascosto nella sala conferenze. Ho e Dander rintracciano Chernitsky in una stazione ferroviaria nel centro di Londra e lo inseguono mentre continuano le evacuazioni per il "codice settembre".

## Conti in sospeso
- Titolo originale: Old Scores
- Diretto da: Jeremy Lovering
- Scritto da: Will Smith

### Trama
Guy interroga Kyril morente e scopre che Pashkin e i suoi soci avrebbero dovuto prosciugare i conti di Nevsky dalla Glasshouse mentre veniva evacuata. Cartwright scopre che la bomba non è stata caricata sull'aereo e si rende conto che l'attacco era una finzione; chiama quindi Taverner perché interrompa l'allarme causato dal "codice settembre". Alex devia la sua rotta, disinnescando la situazione una volta che la Glasshouse è stata chiusa abbastanza a lungo da consentire la rapina. Ho informa Cartwright che la destinazione di Chernitsky è Tunbridge Wells, dove vive suo nonno.
Chernitsky tende un'imboscata a Ho sul treno ma fugge dopo che anche Dander sale sul treno per  aiutare Ho ad inseguirlo. Ritenendo che sia il fantomatico agente russo "Alexander Popov", Lamb chiama Katinsky il quale gli svela che, oltre al suo ruolo nel complotto Glasshouse, intendeva anche uccidere lo stesso Lamb per punirlo di aver ucciso la sua talpa al MI5, l'ex direttore generale Charles Partner. Lamb, già a conoscenza di tale intenzione, aveva avvisato Cartwright senior di stare all'erta, poiché era un altro potenziale bersaglio di Katinsky a causa della sua complicità nella morte di Partner. Quando il nipote River arriva a Tunbridge Wells in aereo con Kelly Tropper, David Cartwright ha già ucciso Chernitsky con un fucile. Longridge uccide Pashkin quando tenta di fuggire dalla Glasshouse, dopo aver tradito e ucciso Piotr. Tra le sue cose, Guy e Longridge rinvengono un sacchetto di diamanti. Rendendosi conto di essere stato sconfitto, Katinsky incita Lamb a ucciderlo. Lamb invece si allontana lasciandogli un solo proiettile nella pistola e Katinsky si uccide.
Taverner e Judd creano una storia di copertura per il falso allarme del "codice settembre": grazie a un loro precedente accordo per fare in modo che Judd diventi capo del governo alle prossime elezioni e Taverner la numero uno del MI5, i due attribuiscono pubblicamente la colpa al mancato aggiornamento dei sistemi di difesa, a causa dell'opposizione dell'allora ministro del tesoro e attuale primo ministro. Lamb chiede a Taverner di celebrare il funerale di Harper  nella chiesa di St. Leonard, come avviene per tutti gli agenti dell'MI5 caduti per servizio, ma gli viene negato. Lamb e i "ronzini" allora entrano per conto proprio nella chiesa e nascondono una targa per Harper dietro una panca. Dopo che tutti si sono allontanati, Lamb appiccica un foglietto con una nota scritta a mano in ricordo di Dickie Bow, l'uomo dalla cui morte era originata l'indagine.